# Lore I
Lore I (Loré I) ist ein Suco im äußersten Osten von Osttimor. Sie sind Teil des Verwaltungsamts Loré (Gemeinde Lautém). Bis zum 1. Januar 2022 gehörte Lore I zum Verwaltungsamt Lospalos. In der portugiesischen Kolonialzeit trug der Ort den Namen Silvícola.

## Geographie

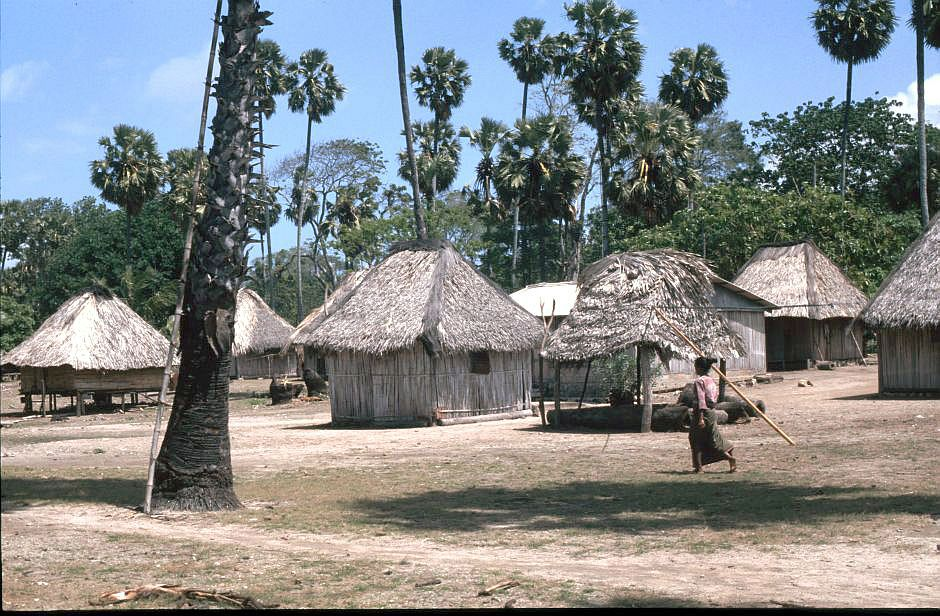
Das Dorf Lore (2003)

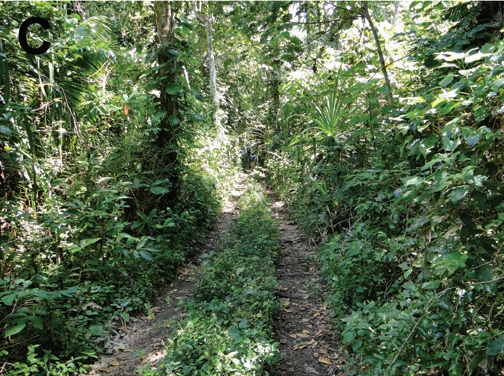
Tropischer Wald im Tiefland bei Lore

Der Fluss Tchino, der die Grenze zu Lore II, Souro und Cacavei im Norden bildet, wird mit einer Brücke überspannt. Er wird in seinem Oberlauf auch Tehino genannt. Seine Quelle liegt im Grenzgebiet zwischen Lore I und Lore II. Der Tchino mündet in den Namaluto, der die Westgrenze des Sucos zum Verwaltungsamt Iliomar mit seinem Suco Fuat und nach dem Zufluss des Irarau zum Suco Iliomar I darstellt. Nach Iliomar führt von Lori aus ebenfalls eine kleine Straße, die allerdings bei starken Regenfällen nicht passierbar ist. Nordöstlich von Lore I liegt, jenseits des Flusses Urunami, der Suco Muapitine. Nach Westen hin dehnt sich von Lore aus eine Küstenebene aus, zunächst schmal bis Viqueque, dann breiter bis zur Landesgrenze zu Indonesien. Im Westen des Sucos liegt die Quelle Ira Lafai.
Lore I hat eine Fläche von 133,27 km² und teilt sich in die sechs Aldeias Horolata, Maluro, Otcho-Tchau, Tchai, Titilari und Vailana.
Das Dorf Lore liegt im Suco Lore I nahe der Küste an der Timorsee auf einer Meereshöhe von 147 m. Hier findet sich der einzige medizinische Versorgungsposten des Sucos. Nicht weit von Lore liegt ein Hubschrauberlandeplatz, nah dem Kap Ponta de Lore, vor dem sich einer der wenigen Ankerplätze des Landes für größere Schiffe befindet. Eine schlecht ausgebaute Straße verbindet von der Küste der Timorsee aus das Dorf Lori, nördlich des Ponta de Lore,  mit der Gemeindehauptstadt Lospalos. Die meisten anderen Orte des Sucos liegen an dieser Straße oder an einigen kleinen Seitenstraßen. In Lori gibt es eine Grundschule. Die zweite befindet sich in Maluro, nördlich vom Ort Lore und noch etwas weiter bei Raca die dritte. Nahe Lore liegen die Orte Vailana und Horolata (Harolata). Westlich von Maluro befinden sich die Dörfer Otcho-Tchau (Ochochau, Otxo-Txa'u) und Nualata und nördlich von Raca Tchai (Chai) und Ilicoa (nördlich von Raca). Im äußersten Osten von Lore I liegt an der Küste zwischen den Flüssen Urunami und Lapalapa der kleine Ort Paio.
Der Ortsname Otcho-Tchau bedeutet „Armreif“ und „Kopf“, hier in der Bedeutung „Besitzer von Armreifen“. Traditionell trugen in der Region nur Einwohnern des Ortes Armreife.
Das Gebiet ist geprägt durch Küstentrockenwälder, Mangrovenwälder und Küstengrasland. Da die Region weit entfernt von den Bevölkerungszentren Osttimors und relativ schlecht zugänglich ist, ist die Natur hier noch weitgehend unberührt. Ein Gebiet um Lore mit 10.906 ha wurde mit seinem Wald und den umgebenden Reisfeldern von BirdLife International als Important Bird Area ausgewiesen. Hier finden sich noch Teak, Sandelholz und Bambus, in denen mindestens 24 geschützte Vogelarten leben, wie die Grüne Timortaube oder der Gelbwangenkakadu. Auch der größte noch existierende Küstenwald der gesamten Insel Timor liegt in diesem Gebiet, etwa 40 km südlich von Lospalos. 2007 wurde Lore I Teil des Nationalparks Nino Konis Santana.

## Einwohner
Lore I hat 2.699 Einwohner (2022), davon sind 1.306 Männer und 1.393 Frauen. Im Suco gibt es 463 Haushalte. Fast 96 % der Einwohner geben Fataluku als ihre Muttersprache an. Fast 3 % sprechen Tetum Prasa, Minderheiten Tetum Terik oder Dadu'a.

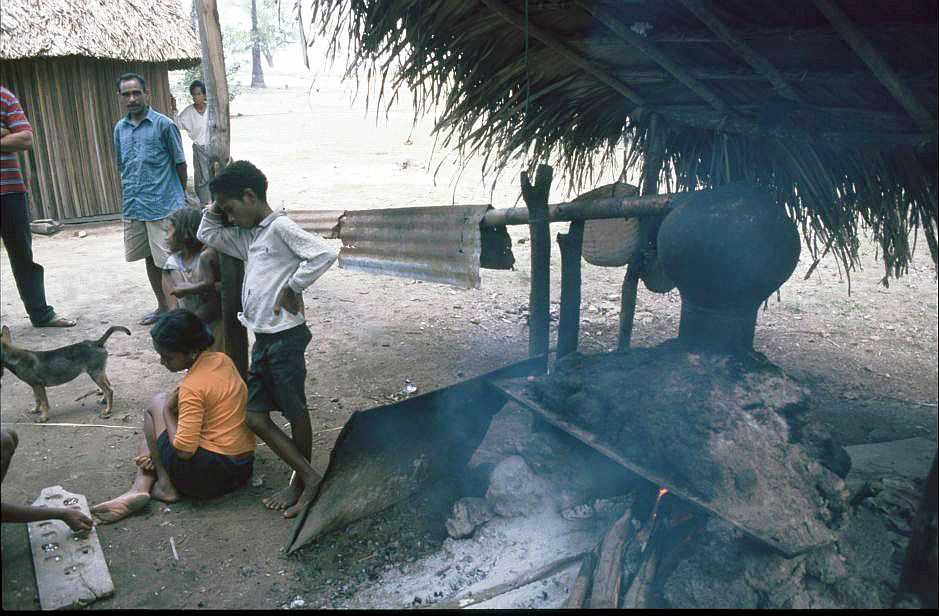
Schnapsdestillation im Dorf Lore
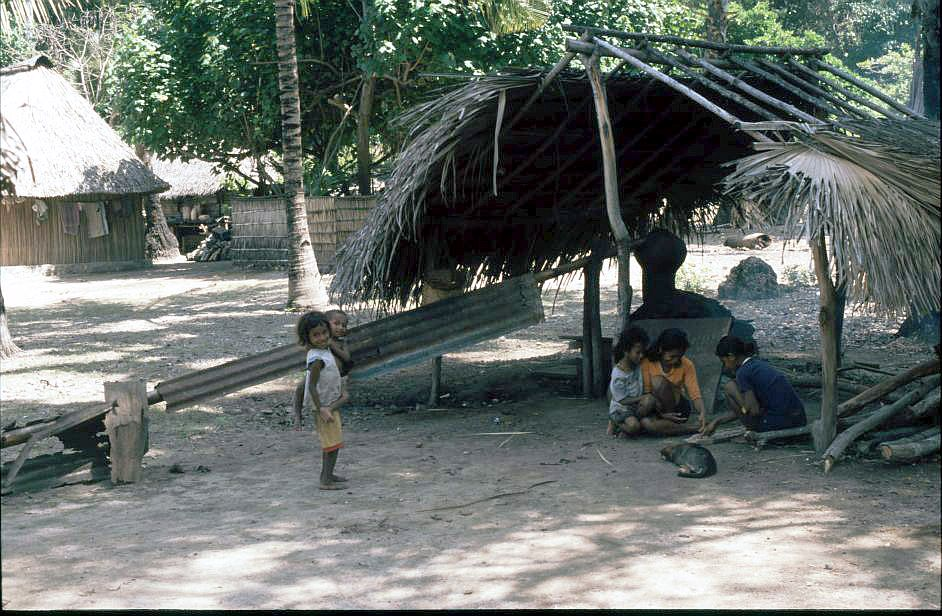
In dem rundlichen Behälter wird der vergorene Zuckersaft verdampft und durch das lange Rohr in eine Flasche geleitet.
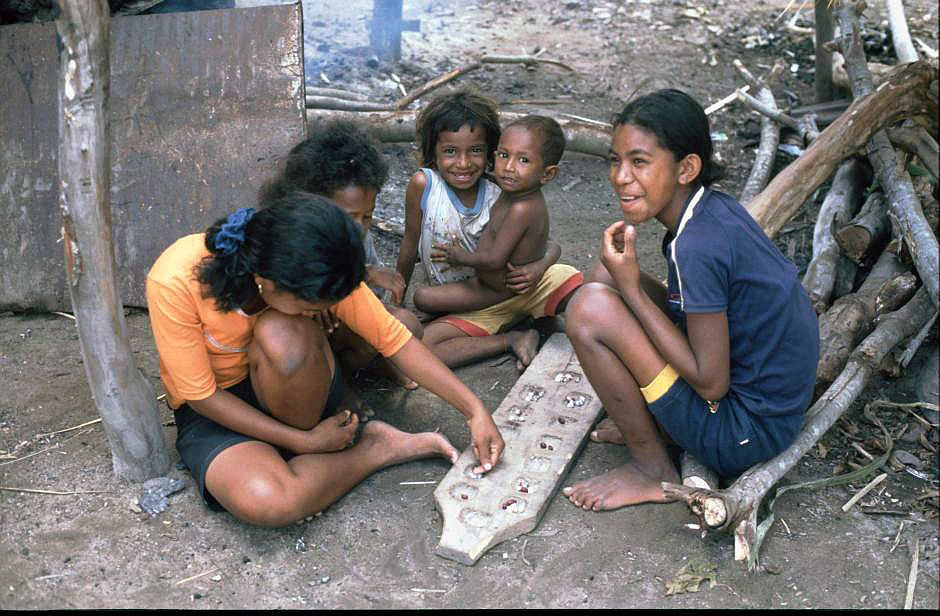
Die Kinder müssen aufpassen, dass das Feuer für die Schnapsdestillation nicht ausgeht. Sie vertreiben sich die Zeit mit Spielen.

## Geschichte

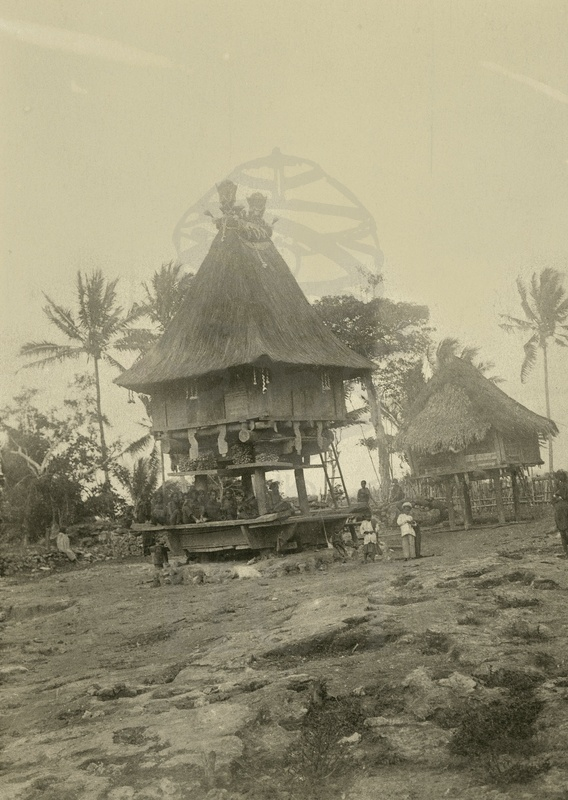
Maluro in der Kolonialzeit

Die ersten Europäer im Gebiet der Gemeinde Lautém waren die Portugiesen, die im heutigen Suco Lore I im 17. oder 18. Jahrhundert ein Fort errichteten. Hier war eine Kompanie einheimischer Kolonialtruppen (Segunda Linha) stationiert. Von dem Fort sind noch Ruinen erhalten. Der Verwaltungssitz bestand nur aus einem Wohnraum, einer Küche und Lagerräumen. Der Ort Loré war von Kokospalmen und Maisanpflanzungen umgeben. Neben Hütten von Einheimischen gab es noch einige chinesische Läden. Westlich von Loré lag der Ort Saenamo, der heute nicht mehr existiert. Der Militärposten hatte keinen kolonialen Verwaltungsbeamten. Das Kommando hatte eine einheimische Adlige,  die Soldaten gehörten zur Segunda Linha, die aus Einheimischen rekrutiert wurde.
Während der Schlacht um Timor (1942–1945) kamen zuerst australische Soldaten in den Ort. Noch 1942 erreichten auch die Japaner die Region und bauten am Ponta de Lore ein Flugfeld, das sie nach dem nahen Ort „Sinamo“ nannten.

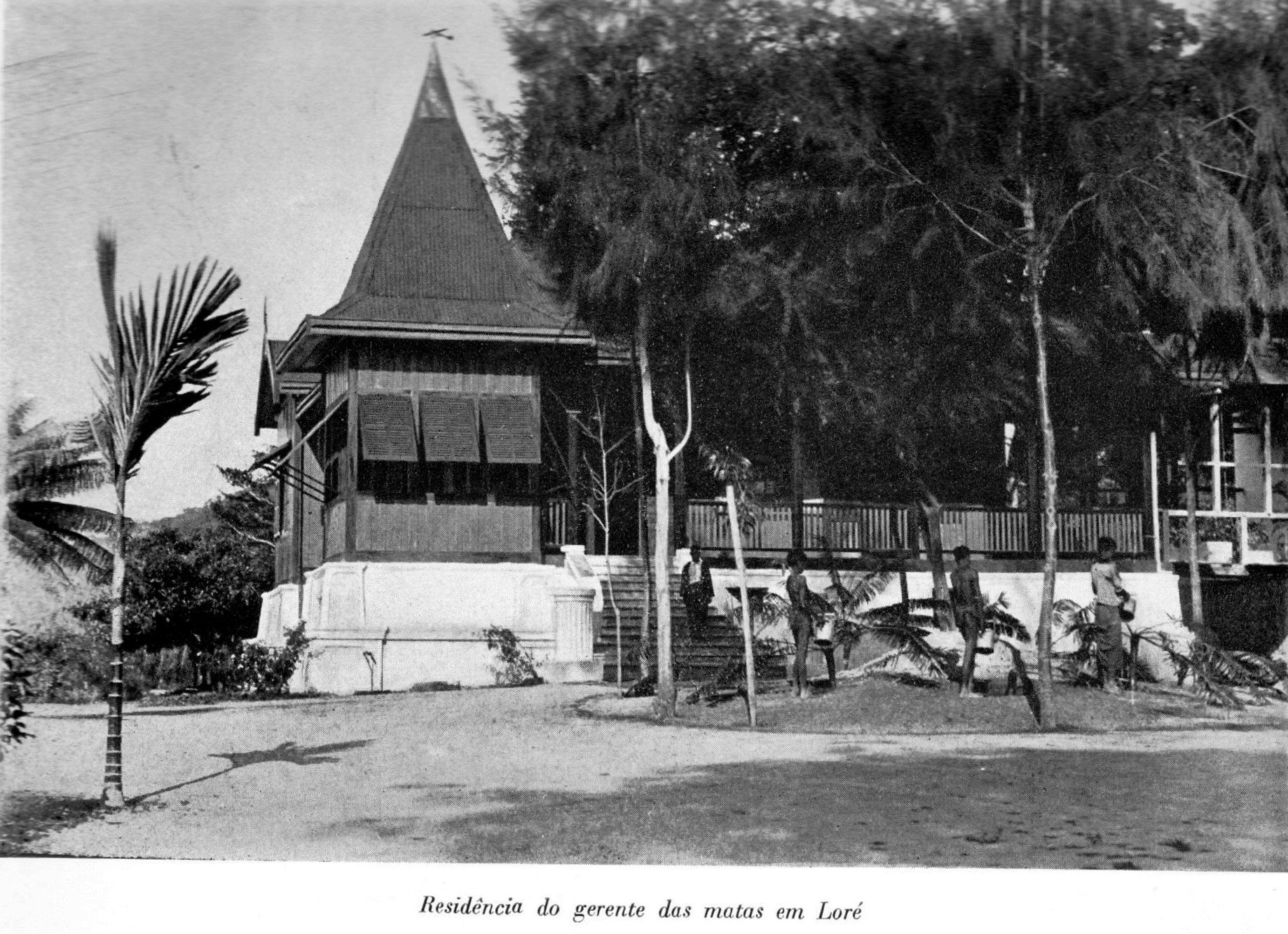
Residenz des Forstverwalters in den 1930er-Jahren
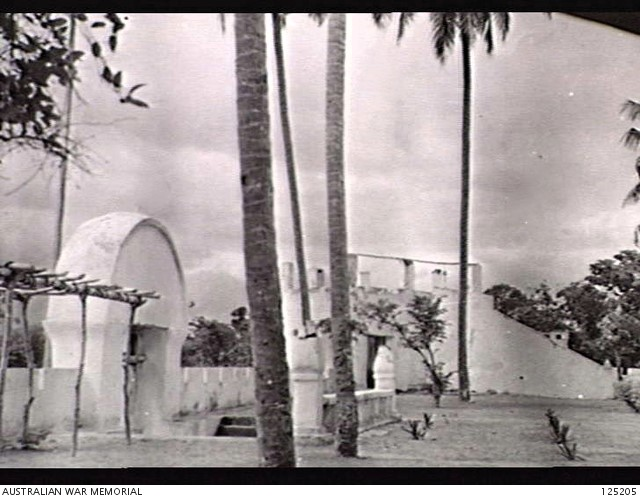
Der portugiesische Militärposten (1946)
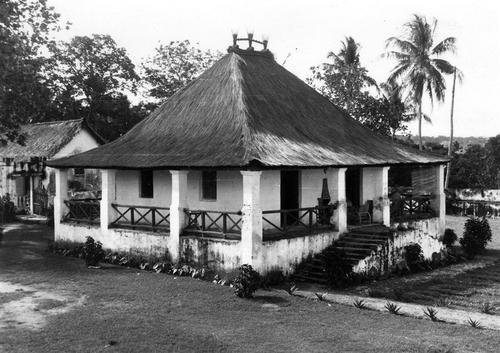
Der Militärposten der Segunda Linha (1967)
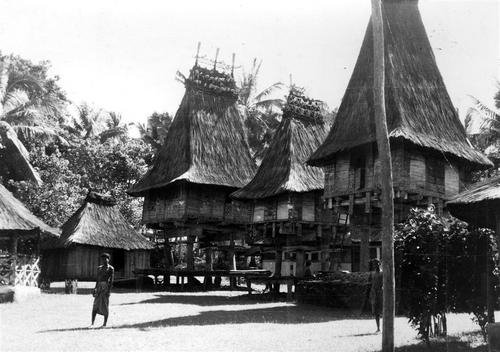
Hütten im typischen Stil der Fataluku (1967)
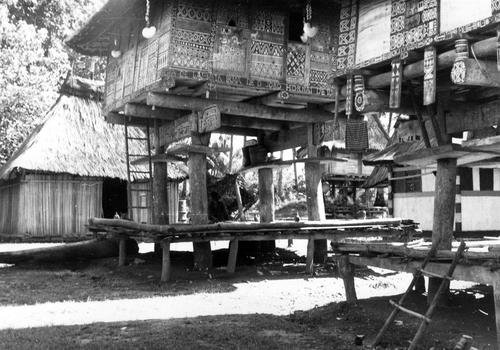
Lore (1967)

Zwischen dem 5. und 8. August 1983 desertierten Hunderte von Mitgliedern von bewaffneten Milizen (Wanra, Hansip) aus Mehara, Lore, Leuro und Serelau und schlossen sich der FALINTIL an. In ihren Heimatorten führten die Indonesier Strafaktionen durch. Hunderte Frauen und andere zurückgebliebene wurden auf Lastwagen zusammengetrieben und für mehrere Monate interniert. Es kam zu Folterungen und Vergewaltigungen. Später wurden mehrere hundert Familien auf die Insel Atauro zwangsumgesiedelt. Sie kehrten erst später wieder zurück.

## Politik

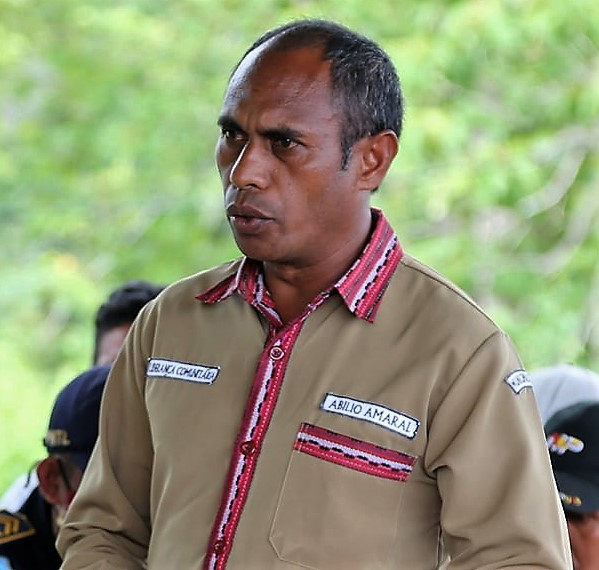
Abilio Amaral (2021)

Bei den Wahlen von 2004/2005 wurde Carolino da Silva zum Chefe de Suco gewählt. Bei den Wahlen 2009 gewann Mateus Fernandes Sequeira und 2016 Abilio Amaral.

## Kultur
An der Küste wird etwas Fischerei betrieben, doch es fehlen Boote. Daneben baut die Bevölkerung Reis an.
Zweimal im Jahr findet an zwei Orten im Suco das Mechi der Fataluku statt, das Sammeln der Meci-Würmer (Eunice viridis). Im letzten Mondviertel vom Februar findet das kleinere Mechi kiik und bei Neumond im März das große Mechi boot statt.

## Persönlichkeiten
- Fernando Teles do Nascimento Txai (1953–1980), Politiker und Freiheitskämpfer
- José Agostinho Sequeira (* 1959), Politiker und Freiheitskämpfer
- Amito Araújo (* in Tchai), Journalist
- Delio Anzaqeci Mouzinho (* 2000 in Tchai), Boxer